# Margaux Hemingway
Margot Louise Hemingway, detta Margaux (Portland, 16 febbraio 1954 – Santa Monica, 1º luglio 1996), è stata un'attrice e supermodella statunitense.

## Biografia
Figlia di John Hadley Nicanor "Jack" Hemingway (1923-2000) e di Byra Louise Whittlesey. Nipote del celebre scrittore Ernest Hemingway e sorella di Mariel Hemingway, inizia la sua carriera giovanissima come top model. Soffriva di epilessia.
Donna di statura molto alta (circa 6 piedi (180 cm)), sportiva (cintura nera di karate), ha subito successo come fotomodella e fa scalpore la notizia di un suo contratto da un milione di dollari con Fabergé per la campagna pubblicitaria del profumo Babe. Nel 1976 appare nel film Stupro, accanto alla sorella Mariel, all'epoca quindicenne. 
La sua carriera di attrice si sviluppa poi in una serie di film tv e film di serie B girati per lo più in Italia con il regista softcore Joe D'Amato.

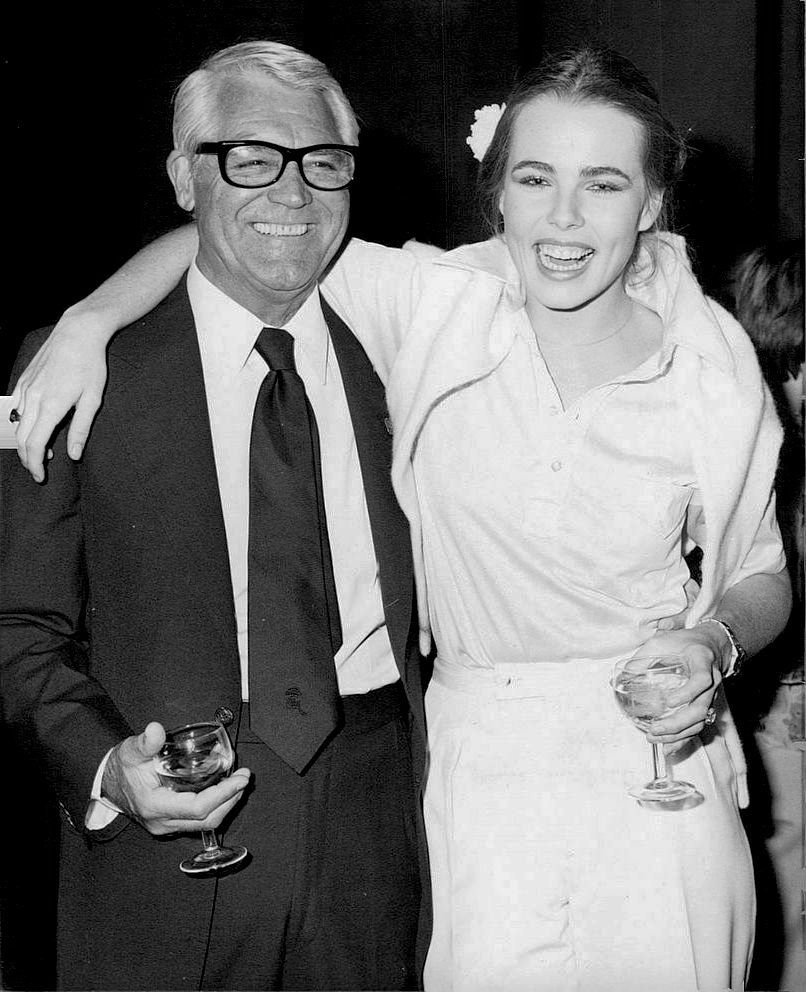
Margaux Hemingway con Cary Grant (foto del 1976)

Margaux non riesce a fare il salto di qualità come attrice, e anzi inizia a declinare anche come modella. Riaffiorano le patologie comuni in famiglia, che avevano già colpito il nonno, come l'alcolismo e disturbi del comportamento alimentare; nel contempo la vita familiare non è felice, i due matrimoni sfociano entrambi nel divorzio.
All'inizio degli anni novanta, Margaux tenta un rilancio posando per la rivista Playboy, ma nonostante tutto l'impegno profuso non riesce a riconquistare la fama e il successo economico di un tempo.

### Morte
Allertata dai vicini che non l'avevano vista uscire, il 1º luglio 1996 la polizia irrompe nell'appartamento dell'attrice e la rinviene morta. Dall'autopsia si scoprirà che la causa della morte è stata una overdose di Fenobarbital, il barbiturico che usava per curare l'epilessia. Secondo il verdetto del coroner, si è trattato di un probabile suicidio. Il giorno successivo, il 2 luglio, ricorreva il trentacinquesimo anniversario del suicidio del nonno Ernest Hemingway.

## Vita privata
Margaux si sposò due volte: nel 1975 con Erroll Wetanson, dal quale divorziò nel 1978 e nel 1979 con il venezuelano Bernard Foucher, dal quale divorziò nel 1987. Non ebbe mai figli.

## Filmografia

### Cinema
- Stupro (Lipstick), regia di Lamont Johnson (1976)
- Killer Fish - L'agguato sul fondo, regia di Antonio Margheriti (1979)
- Continuavano a chiamarlo Bruce Lee (They Call Me Bruce?), regia di Elliott Hong (1982)
- Oltre il ponte di Brooklyn (Over the Brooklyn Bridge), regia di Menahem Golan (1984)
- Macchina per uccidere 2 (Goma-2), regia di José Antonio de la Loma (1984)
- La messe en si mineur, regia di Jean-Louis Guillermou (1990)
- Patto a tre (Inner Sanctum), regia di Fred Olen Ray (1991)
- Frame-Up II: The Cover-Up, regia di Paul Leder (1992)
- Love Is Like That, regia di Jill Goldman (1992)
- Il segreto di una donna, regia di Joe D'Amato (1992)
- Double Obsession, regia di Eduardo Montes Bradley (1994)
- Rivalità mortale (Deadly Rivals), regia di James Dodson (1993)
- Oscura vendetta (Inner Sanctum II), regia di Fred Olen Ray (1994)
- Vicious Kiss, regia di Donald Farmer (1995)
- A comme acteur, regia di Frédéric Sojcher (1995)
- Dangerous Cargo, regia di Eric Louzil (1996)

### Televisione
- Portami la luna, regia di Carlo Cotti – film TV (1987)
- Gila and Rik, regia di Enzo Doria – film TV (1987)
- Backroads to Vegas, regia di Kirsten Bulmer – film TV (1987)

## Doppiatrici italiane
Nelle versioni in italiano dei suoi film, Margaux Hemingway è stata doppiata da:
- Maria Pia Di Meo in Stupro
- Serena Verdirosi in Killer Fish - L'agguato sul fondo